# Struna do skrzypiec
Struna do skrzypiec (tytuł oryginalny: Tela për violinë) – albański film fabularny z roku 1987 w reżyserii Bujara Kapexhiu.

## Opis fabuły
Andon jest młodym skrzypkiem, który trenuje intensywnie przed konkursem zorganizowanym przez Akademię Sztuk Pięknych. Jednak jego ojciec Kozma uważa, że należy zrobić wszystko, co możliwe, aby jeszcze przed konkursem zapewnić zwycięstwo synowi. W tym celu odwiedza wszystkich swoich przyjaciół, którzy mogą mieć wpływ na decyzję jury. W najgorszej sytuacji jest Muço – przewodniczący jury, który regularnie spotyka ludzi, tłumaczących mu jak wielki talent ma Andon.
Film realizowano w Tiranie.

## Obsada
- Vilson Gjoça jako Andon
- Agim Qirjaqi jako Muço Dino, przewodniczący komisji
- Pavlina Mani jako Marika, żona Muço
- Met Bega jako Lamja
- Merkur Bozgo jako Koci
- Anastas Kristofori jako Vasili
- Andon Qesari jako dr Kozma Ledhi
- Ilia Shyti jako Skender, ojciec Muço
- Alfred Bualoti jako członek komisji
- Elida Janushi jako matka Andona
- Melpomeni Çobani
- Drita Haxhiraj
- Fadil Kujovska jako urzędnik
- Dario Llukaçi
- Franc Shestani
- Dalip Topulli